# Taharana spinea
Taharana spinea är en insektsart som beskrevs av Zhang 1990. Taharana spinea ingår i släktet Taharana och familjen dvärgstritar. Inga underarter finns listade i Catalogue of Life.